# Stolnica sv. Martina, Martina Franca
Papeška bazilika sv. Martina iz Toursa je matična cerkev mesta Martina Franca v pokrajini Taranto, v Apuliji.
Bazilika, ki je dobila ime po Martinu iz Toursa, je bila zgrajena od leta 1747 do 1785 na prejšnji romanski cerkvi.
22. aprila 1998 jo je papež Janez Pavel II. povzdignil v dostojanstvo manjše papeške bazilike.
Od petka, 27. septembra 2002, jo je UNESCO razglasil za »spomenik glasnik kulture miru«.

## Zgodovina
Lokalno zgodovinopisno izročilo pravi, da je že pred ustanovitvijo Martina na mestu današnje cerkve San Martino že v 10. stoletju obstajala kapela, posvečena svetniku iz Toursa, ki so jo zgradili begunci, ki so se izognili vpadom in ropanju Saracenov v Tarantu.

### Starejša romanska cerkev
Starejša cerkev iz zgodnjega 14. stoletja v romanskem slogu je imela bazilikalni tloris s tremi ladjami, razdeljenimi z dvema vrstama stebrov, po osem na vsaki strani.
Glavna ladja je imela glavna vrata na zahodu proti javnemu trgu in apsido na vzhodu. Bila je skoraj dvakrat širša od stranskih ladij in višja: nad arhitravi stebrov so bili visoki zidovi s številnimi okni, ki so osvetlila celo cerkev; imela je tudi obokan strop.
Stranski ladji sta bili ozki in nekoliko višji od stebrov, s poševno streho, sestavljeno iz tramov, zaščitenih na zunanji strani z apnenčastimi ploščami; ena tretjina dolžine vsakega od njih, začenši s pročelja cerkve, je odprla manjša vrata, imenovana južna vrata na jugu (porta australe) in severna vrata (porta boreale) na severu.
Prvotno sta bila na južni konec arhitekturne konstrukcije prizidana le zvonik in zakristija, ki sta tvorila homogeno celoto; v 16. stoletju so bila zgrajena druga okolja za dokončanje za spremenjene pobožne in institucionalne potrebe.
Med letoma 1531 in 1544 je bila na desnem krilu dozidana kapela Najsvetejšega z vhodom iz templja, kasneje razsvetljena in prirejena za servisno sobo, ter cerkvene zapore s samostojnim dostopom. Med letoma 1577 in 1580 so levo krilo povečali z dodanimi novimi kapelami Najsvetejšega, kapele San Vito in hiše Bratovščine Najsvetejšega ter njene kleti, ki imajo medsebojno povezane vhode iz istega krila. Leta 1594 so notranje stene ladij, ki so bile ob gradnji cerkve neokrašene, dobile veliko število oltarjev in kapel, ki so jih v 16. stoletju v veliki meri darovale lokalne plemiške družine.
Zapisi o pastoralnih obiskih iz leta 1652, ki jih je opravil nadškof Tommaso Caracciolo, iz leta 1665, nadškof Tommaso de Sarria in iz leta 1685 nadškof Francesco Pignatelli, kažejo, kako je bila obnovljena cerkev iz 14. stoletja in večkrat prenovljena med 16. in 17. stoletjem.
Leta 1747 je začelo postopno rušenje romanskega templja in nadomeščanje z novo rokokojsko kolegijsko cerkvijo: dogodek, ki je sam po sebi pomemben za dosežene rezultate, a hkrati škodljiv zaradi nepopravljive izgube ogromne umetniške dediščine.
Drastična odločitev je bila sprejeta po škodi, ki jo je povzročil potres 20. februarja 1743.

### Nova cerkev v slogu rokoko
21. septembra 1745 je kapitelj odobril obnovo župnijske cerkve, pri čemer je priklical pomoč univerze za kritje prevelikih stroškov. Duhovščina, kapitelj in univerza so začeli veličastno podjetje brez pomoči javne oblasti, a pod energičnim vodstvom nadžupnika Isidora Chirullija, zelo vdanega svetniku iz Toursa. Po odobritvi projekta, ki si ga je zamislil Giovanni Mariani, inženir po rodu iz Bergama, vendar naturalizirani državljan Martine, je kapitelj ukazal porušiti sprednjo polovico cerkve, drugo polovico pa je rezerviral za svete funkcije.
Takoj, ko so bile začrtane temeljne črte, je 5. maja 1747 potekala slovesnost polaganja prvega kamna, ki ga je položil Francesco II. Caracciolo [9], vojvoda Martina, blagoslovil pa monsinjor Giovanni Rossi, nadškof Taranta. V prvi fazi del so svoja dela izvedli spretni mojstri, kot so Giuseppe Morgese iz Barija ter njegova sinova Francesco in Gaetano, vsi kiparji in oblikovalci. Prvi je naročil gradnjo cerkve in se za ta namen preselil iz Ostunija v Martino.
Kljub smrti inženirja Marianija 22. oktobra 1747 se je družina Morgese še naprej ukvarjala predvsem z izvedbo fasade, ki je oblikovala ornamente, osrednji visoki relief in kipe; hkrati so ustvarjali notranje arhitekturne ornamente, pri čemer jim je pomagal zidarski mojster Carmelio del Vecchio, doma iz Lecceja in dolgoletni Martinčan. Po prezgodnji smrti Giuseppeja Morgeseja, ki se je zgodila 10. novembra 1750, sta se njegova sinova Francesco in Gaetano po koncu svoje naloge, ki je trajala približno šest let, vrnila v Ostuni.
Leta 1752 so bili dokončani fasada, stranske obodne stene in protifasada. Z banjastim obokanim stropom lunete, izdelan leta 1753, so bile dokončane vse bistvene strukture prve polovice cerkve. Takoj zatem se je začela druga faza del, ki so trajala desetletje, saj je bila predvidena gradnja dveh velikih kapel v naročju križa. Šele 18. septembra 1761 se je kapitelj odločil, da maše preseli v bližnjo cerkev Monte Purgatorio, saj je bila zadnja polovica stare cerkve tik pred rušenjem.
Leta 1763 so bili dokončani tudi bistveni objekti druge polovice cerkve, tako da je 10. novembra, na predvečer praznika zavetnika, nadžupnik Chirulli nadaljeval z blagoslovom stavbe. Od leta 1764 do 1775 so bila zgrajena preostala dela, kot so apsida, oltarji in tlak. Eden prvih postavljenih oltarjev je bil tisti v kapeli Marijinega rojstva leta 1764; istega leta so bile nove orgle nameščene v galeriji prezbiterija.
Posvetitev nove cerkve zavetniku je 22. oktobra 1775 opravil venafrski škof, monsinjor Francesco Saverio Stabile, sodržavljan in nekdanji kanonik v isti kolegijski cerkvi. V večletni spomin na dogodek je bila na stebru ladje, ki je za manjšimi levimi vrati, postavljena spominska plošča.
Cerkveni priorji reda Najsvetejšega so želeli na svoje stroške postaviti še eno veliko, avtonomno in veličastno stavbo. Z nekaj stranskimi prostori je bila opremljena tudi kapela Najsvetejšega, zgrajena med letoma 1776 in 1785, z monumentalnim vhodom iz prezbiterija.
Leta 1781 se je kapitelj odločil preurediti staro pokopališče ob kolegijski cerkvi, katerega površina se je z gradnjo nove cerkve močno zmanjšala. Pokopališko območje so ponovno ogradili in opremili z dvema stopniščema, od tega eno na mestu, kjer je bila v 16. stoletju meja med ozemljema Monopolija in Taranta. Tudi po bourbonski prepovedi pokopa v mestnih cerkvah je pokopališče San Martino ostalo aktivno več let, dokler zakon iz leta 1872 ni preprečil obstoja mestnih in zunajmestnih cerkvenih pokopališč. Istega leta je občina razlastila ozemlje pokopališča in ga zmanjšala na javno zemljišče.
22. aprila 1998, po prejšnjem obisku mesta Martina France v nedeljo, 29. oktobra 1989, je papež Janez Pavel II. cerkev San Martino povzdignil v manjšo papeško baziliko.

## Opis
Današnja cerkev v tlorisu latinskega križa meri zunanje 52,60 × 36 m in notranje 47,30 × 33,20 m. Dodana telesa imajo naslednje dimenzije:
- kapela Najsvetejšega, brez stranskih prostorov, 24,80 × 11,80 m (notranja 22,80 × 7,50 m);
- romanski zvonik 6,50 × 6,50 m (notranjost 3,80 × 3,80 m);
- zakristija, nepravilne oblike, 12 × 9 m (notranja približno 9,70 × 8,80).

Skupna notranja površina je približno 1117 m².
Velik sakralni kompleks osvetljuje vrsta petindvajsetih oken različnih velikosti: šestnajst pravokotnih vstavljenih v lunete obokov nad širokim vencem, ki v celoti poteka vzdolž stranskih sten in racionalno razporejenih vzdolž ladje, transepta in prezbiterija; pet ovalov v apsidi; štiri z vitraji in sicer loža pročelja, školjkast enega glavnega loka in dva stranska k oltarju Najsvetejšega. K tej številki moramo prišteti štiri okna lanterne kupole in številna manjša okna kapele Najsvetejšega.
Vseh oltarjev je dvanajst: štirje v obokanih kapelah, ki so v ladji med glavnimi in manjšimi vrati, šest v krilih ter glavni oltar in oltar kapele.
Do skoraj vsega 19. stoletja so stene in oboke cerkve občasno belili; šele leta 1900 so jih ob dvaindvajsetem jubilejnem letu pobarvali in okrasili s sijajnimi štukaturami. Istega leta so bile poleg tega v temperi naslikane štiri lunete transepta na straneh nasprotnih osrednjih oken in dve luneti nad glavnim obokom s tematiko, ki se nanaša na življenje sv. Martina, takrat skritega v 50. letih dvajsetega stoletja.

### Zunanjost
Fasada se dviga približno 37 metrov, na 24 m dolgi podlagi, ki jo zavzema polkrožno stopnišče z enajstimi stopnicami. Fasada je s širokim vencem razdeljena na dva nadgrajena reda. Spodnji red je moduliran s šestimi pilastri, ki se končajo z rimskimi jonskimi frizi, kot da bi bili kapiteli, in ima na dnu štiri niše z marmornimi kipi, ki predstavljajo Janeza Krstnika in sv. Petra (levo) ter sv. Pavla in sv. Jožefa (desno). V središču nižjega reda je glavni portal z arhitravom in zlomljenim timpanonom, na katerem sta postavljena dva angela in visoki relief, ki prikazuje epizodo sv. Martina in ubogih.
Zgornji red, ki se zoži do 18 metrov, je razdeljen s štirimi pilastri in poudarja osrednjo obokano ložo z balustrado in lomljenim frontispisom, na straneh katerega sta dve niši, v katerih sta v notranjosti kipa sv. Comasia in sv. Martina. Fasada se zapira z mešanim timpanonom, v katerega so postavljene štiri ornamentalne bakle in podnožje železnega križa. V središču pedimenta stoji grb, ki predstavlja svetnika iz Toursa.
Južna stran bazilike ponuja kot zanimive okrasne elemente le antropomorfne bruhalnike, postavljene na koncih stenske površine in sekundarni portal, postavljen v desni kot transepta. Južna vrata so okrašena s frontispisom, ki ga lomi eleganten ovalni okvir z zvitki in kerubi. Med arhitravom in timpanonom je latinski napis, ki spominja na pokroviteljstvo sv. Martina za dajatve, podeljene med letoma 1712 in 1737.
Sekundarni portal v bližini levega transepta, ki je razporejen simetrično glede na južni, ima podobne motive: latinski je napis, ki sklicuje na neprekinjeno delovanje svetega škofa.

#### Zvonik
Zvonik starejše cerkve je bil vgrajen v desni transept. Od tega, kar je ostalo, lahko ločimo dva reda. Spodnji ima vzidana enokrilna okna, zgornji pa zvonik.

## Obnove
Metode in obsežne obnove za polepšanje in posodobitev notranjosti so bile izvedene med letoma 1953 in 1967, v času nadduhovništva monsinjorja Giovannija Carolija. Poleg ojačevalnih in svetlobnih sistemov so leta 1956 postavili štiri vitraže z intenzivnim kromatskim učinkom, ki jih je izvedla Višja šola za sakralno umetnost Beato Angelico v Milanu. Najpomembnejša dela, ki so bila zaključena leta 1957, pa so vključevala talne obloge celotne cerkve, vključno s prezbiterijem, z uporabo polikromnih marmorjev: realizacija Giovannija Leonardija di Pietrasante (Lucca), po načrtu Alfonsa Mazzeija. Poleg tega je bil prezbiterij prenovljen v bolj racionalno in funkcionalno obliko, s sodobnim stopniščem in nizko ograjo.
V času nadduhovništva monsinjorja Franca Semerara so se po posredovanju občine Martina Franca, ki je lahko pridobila evropska sredstva za umetniška dela, izvedle množične globalne obnove. Pod vodstvom nadzornika spomenikov Apulije so obnove trajale pet let (1994-1999) in so se nanašale tako na zunanjost kot na notranjost: statično obnavljanje ohlapnih kamnitih elementov fasade, utrjevanje in čiščenje kamnitih površin celotnega objekta in predvsem fasada in portali, obnova ometa, ojačitev zvonika. Ob zaključku del je bila 13. novembra 1999 slovesna inavguracija v navzočnosti nadškofa Francesca Marchisana, predsednika Papeškega sveta za kulturno dediščino cerkve.